# 우리 주님의 생애

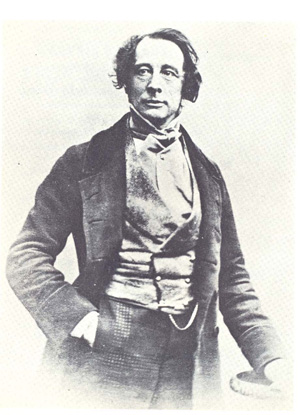
1849년의 찰스 디킨스

우리 주님의 생애(The Life of Our Lord)는 예수 그리스도의 생애를 다룬 책으로, 잉글랜드의 소설가 찰스 디킨스가 어린 자녀들을 위해 1846년부터 1849년 사이에 데이비드 코퍼필드를 쓰던 시기에 썼다. 우리 주님의 생애는 디킨스가 사망한 지 64년 후인 1934년에 출판되었다.

## 원고
디킨스는 우리 주님의 생애를 오직 자녀들을 위해 썼고, 매년 크리스마스에 자녀들에게 직접 읽어주었다. 그는 자신이 살아있는 동안에는 우리 주님의 생애의 출판을 엄격히 금지했고, 처제인 조지나 호가스에게 디킨스 가문이 "원고나 그 사본을 집 밖으로 가져가도록 누구에게도 절대 넘겨주지 않을 것"이라고 부탁했다. 그의 친필 원고는 1870년 디킨스가 사망한 후 조지나 호가스에게 전해졌다. 1917년 조지나 호가스가 사망한 후에는 디킨스의 마지막 살아있는 아들인 헨리 필딩 디킨스 경의 소유가 되었다. 디킨스 가문은 매년 크리스마스에 계속 읽었고, 저자의 요청에 따라 디킨스의 마지막 자녀가 사망할 때까지 출판을 미뤘다.
이 책은 이렇게 시작한다:
사랑하는 아이들아, 너희들이 예수 그리스도의 역사에 대해 조금이나마 알았으면 좋겠구나. 모든 사람이 그분에 대해 알아야 하기 때문이야. 이 세상에 그분처럼 선하고, 친절하고, 온유하며, 잘못하거나 아프거나 비참한 모든 사람들을 그분만큼이나 안타깝게 여긴 사람은 없었단다.

이어서 예수님의 생애와 가르침에 대한 간단한 설명이 이어지며, 디킨스의 유머가 간혹 섞여 있다: 
메뚜기를 본 적이 없을 텐데, 그건 아주 먼 곳인 예루살렘 근처 나라에 살기 때문이야. 낙타도 마찬가지지만, 낙타는 본 적이 있을 거라고 생각한다. 어쨌든, 가끔 여기로 데려오기도 하고, 보고 싶으면 보여줄 수도 있다.

## 출판
1933년 헨리 필딩 디킨스 경이 사망했을 때, 그의 유언장에는 그의 가족 다수가 출판에 찬성한다면 우리 주님의 생애를 세상에 공개해야 한다고 명시되어 있었다. 다수결 투표를 통해 헨리 경의 미망인과 자녀들은 런던에서 이 책을 출판하기로 결정했다. 런던 문학 에이전트인 커티스 브라운를 통해 디킨스 부인은 우리 주님의 생애의 전 세계 출판권을 데일리 메일에 21만 달러에 팔았다. 북미 및 남미의 첫 시리얼 판권은 유나이티드 미디어가 획득했으며, 총괄 관리자 몬테 보르제일리가 킹 피처스 신디케이트, 벨 신디케이트, NANA, NEA를 제치고 최고가를 제시했다. 유나이티드 피처스는 즉시 우리 주님의 생애를 충분한 수의 미국 신문사에 재판매하여 잡지에 처음 출판되지 않도록 했다. 이 책은 1934년 3월부터 연재 형식으로 처음 출판되었다. 1934년 사이먼 & 슈스터는 첫 미국판을 출판했는데, 이 책은 그해 열 번째 베스트셀러 논픽션이 되었다. 영국에서는 어소시에이티드 뉴스페이퍼스에서 같은 해인 1934년에 출판되었다.
디킨스의 오리지널 원고는 개인 수집가 그룹이 구입하여 1964년 필라델피아 자유 도서관에 기증되었으며, 그 이후로 소장하고 있다.

## 각색
미국 극작가 제프리 해처가 우리 주님의 생애를 각색한 투 비긴 위드(To Begin With)는 2015년 미니애폴리스의 뮤직 박스 극장에서 저자의 증손자인 제럴드 찰스 디킨스가 공연했다. 이 연극은 2017년에 다시 공연되었다. 애니메이션 각색판인 킹 오브 킹스는 엔젤 스튜디오에서 2025년 4월 11일에 개봉되었다. 이 영화에는 케네스 브래나, 피어스 브로스넌, 마크 해밀, 오스카 아이작, 우마 서먼의 목소리로 출연한다.